# Веріка
Веріка (Verica) — атребатський король (15 — 43) в часи протистояння Риму.
Він був сином Коммія, який був союзником Юлія Цезаря, що втік до Британії після повстання Верцингеторикса. За деякими припущеннями Коммій був сином Верцингеторикса.
Став спадкоємцем свого брата Епілла на троні атребатів в 15 році. Цілком можливо, що Епілл був повалений Верікою, через що Епілл втік до Кантію (Кент) і став королем кантіїв і правив над ними до 30 року, доки його не змінив Адміній. В той же ж час є припущення, що Епілл був запрошений стати королем кантіїв, мирно передавши владу над атребатами братові Веріці. Однак існує й припущення про те, що Епілл помер і його змінив Веріка, а Епілл — король кантіїв це інша особа.
Королівсто Веріки було притиснуте розширенням катувеллаунів Кунобеліна. Приблизно в 25 році братом Кунобеліна Епатіком була захоплена Каллева. Близько 35 року, після смерті Епатіка, Веріка відвоював деяку територію, але син Кунобеліна Каратак розпочав нову військову кампанію і на початку 40-х років атребати були завойовані. Веріка втік до Риму, давши новому імператору Клавдію привід для римського завоювання Британії через те, що Веріка номінально був союзником Рима, а завойовники атребатів вимагали його видачі, на що Клавдій відповів відмовою. Таким чином відносини Веріки з Римом були використані останніми для вторгнення до південної Британії.
Після вторгнення римлян Веріка, можливо, був відновлений як король, але про це немає жодних свідчень. Натомість в той час у південній Англії з'являється новий лідер Тіберій Клавдій Когідубній — король регніїв, який, можливо, був сином і спадкоємцем Веріки.